# Cheaper by the Dozen 2
Cheaper by the Dozen 2 (bra: Doze É Demais 2 ou Doze É Demais - 2; prt: À Dúzia É Mais Barato 2) é um filme estadunidense de 2005, do gênero comédia, dirigido por Adam Shankman e com roteiro baseado em livro de Frank B. Gilbreth Jr. e Ernestine Gilbreth Carey.

## Elenco
- Steve Martin - Tom Baker
- Bonnie Hunt - Kate Baker
- Piper Perabo - Nora Baker-McNulty
- Tom Welling - Charlie Baker
- Hilary Duff - Lorraine Baker
- Alyson Stoner - Sarah Baker
- Forrest Landis - Mark Baker
- Morgan York - Kim Baker
- Liliana Mumy - Jessica Baker
- Jacob Smith - Jake Baker
- Brent Kinsman - Nigel Baker
- Shane Kinsman - Kyle Baker
- Blake Woodruff - Mike Baker
- Kevin G. Schmidt - Henry Baker
- Eugene Levy - Jimmy Murtaugh
- Carmen Electra - Sarina Murtaugh
- Jaime King - Anne Murtaugh
- Alexander Conti - Kenneth Murtaugh
- Taylor Lautner - Eliot Murtaugh
- Melanie Tonello - Becky Murtaugh
- Robbie Amell - Daniel Murtaugh
- Courtney Fitzpatrick - Lisa Murtaugh
- Madison Fitzpatrick - Robie Murtaugh
- Shawn Roberts - Calvin Murtaugh
- Nicholas Parker - Jason Murtaugh
- Jonathan Bennett - Bud McNulty
- Peter Keleghan - Mike Romanow
- Ben Falcone e Kathryn Joosten como os donos do cinema
- O diretor Adam Shankman como Chef
- O produtor Shawn Levy como o Enfermeiro do hospital

## Trilha sonora
1. "I Wish" – Stevie Wonder
2. "Graduation Day Song" – Joseph L. Altruda
3. "Mexicali Mondays" – Christopher Lightbody and Robert Steinmiller
4. "What If" – Gina Rene
5. "Martini Lounge" – David Sparkman
6. "Drinks on the House" – Daniel May
7. "Big Sky Lullaby" – Daniel May
8. "Someday" – Sugar Ray
9. "Express Yourself" – Jason Mraz
10. "Michael Finnegan" – Traditional
11. "Will the Circle Be Unbroken?" – Traditional
12. "Why Can't We Be Friends" – War
13. "Die Walküre" – Richard Wagner
14. "Theme from Jaws" – John Williams
15. "Miracles" - Insane Clown Posse
16. "Mallin" – Tree Adams
17. "Under Pressure" – Queen e David Bowie
18. "Música de Ice Age" – David Newman
19. "Holiday" – Madonna
20. "Sunday Morning" (versão acústica) – Maroon 5
21. "Bridal Chorus" – Richard Wagner

## Recepção
Chepare by the Dozen 2 teve recepção geralmente desfavorável por parte da crítica especializada. Alcançou uma pontuação de 34/100 no Metacritic, em base de 24 avaliações profissionais.